# Biram Rayeuk
Biram Rayeuk is een bestuurslaag in het regentschap Aceh Utara van de provincie Atjeh, Indonesië. Biram Rayeuk telt 732 inwoners (volkstelling 2010).